# Round-trip time
In de telecommunicatie wordt met round-trip time (RTT) de tijd bedoeld die nodig is om een signaal te verzenden, plus de tijd die nodig is om de ontvangstbevestiging van het signaal te ontvangen. 
In de context van computernetwerken is het signaal over het algemeen een datapakket en wordt de RTT ook wel de pingtijd genoemd. Een internetgebruiker kan de RTT bepalen met behulp van de opdracht ping. 
End-to-end vertraging is de tijd die een signaal nodig heeft om in één richting te reizen en wordt vaak benaderd met de helft van de RTT.